# Церковь Святого Знамения (Картал)
Церковь Святого Знамения (арм. Քարթալի Սուրբ Նշան եկեղեցի; Сурб Ншан) — действующая армянская церковь, построенная в 1776 году, располагающаяся в районе Картал провинции Стамбул Турции.

## История
Церковь была построена на месте рухнувшей часовни XVI века. В 1776 году помимо новой церкви была построена ещё и школа.
Была разрушенная в 1856 году, затем восстановлена и открыта для богослужений 1 сентября 1857 года.
В 1985 году в церкви проводилась внутренняя и внешняя реконструкция, после — ремонт в 1998 году.
В 2015 году после двухлетней реставрации вновь открылась. Была повторна освящена. На открытии присутствовали мэр Картала Алтынок Оз, члены городского совета, викарий Константинопольского патриархата Армянской Апостольской Церкви архиепископ Арам Атешян, а также многочисленные гости.